# Three Fish
I Three Fish sono un gruppo musicale alternative rock formato nel 1993 dal bassista dei Pearl Jam Jeff Ament. La formazione comprende, oltre allo stesso Ament, Robbi Robb dei Tribe After Tribe e Richard Stuverud dei Fastbacks.

## Formazione
- Jeff Ament - basso e chitarra
- Robbi Robb - voce e chitarra
- Richard Stuverud – batteria

## Discografia
- 1996 - Three Fish
- 1999 - The Quiet Table